# Cultura juridică
Noțiunea de cultură juridică s-a dezvoltat ca un instrument conceptual necesar înțelegerii Dreptului ca fenomen social, ca proces care în prezent operează în interiorul Societății.
În cadrul Culturii Juridice, se înțelege Dreptul ca fenomen cultural, și nu ca un ansamblu de prescripții sau de reguli de specifică conduită. Dreptul reprezintă un ansamblu de convingeri și de ipoteze cu privire la forma și la caracterul fiecărei comunități in parte. Aceasta operează ca un cadru de semnificații prin care interpretăm lumea noastră socială și pe noi înșine în cadrul ei.
Între diferitele comunități juridice operează diverse concepții asupra Dreptului. Spre exemplu, poate exista o concepție în aplicarea judiciară a Dreptului și o alta în relațiile Sistemului Juridic cu alte instituții politice și cu alte sisteme normative.
În principal prin intermediul dezbaterilor juridice și prin retorica lor putem ajunge să înțelegem cultura juridică, pentru că aceste dezbateri o reflectă, o reproduc și uneori o regenerează. 

## Context
Justiția este o virtute personală și socială care se extinde la sfera socială, politică și juridică, deși rolul său dominant și-l execută în interiorul discursului moral, și pornind de la el. Această sinteză a variabilului cu comunul și universalul ne permite să ne facem o idee despre importanța pe care o are noțiunea de justiție în fiecare societate ca mecanism de cooperare socială, integrare și stabilitate.
În aceste ultime decenii ale secolului al XX-lea, dezbaterile despre justiție s-au centrat teoretic pe discuțiile iusfilosofice mai generale în jurul a trei curente: dreptul natural, pozitivismul juridic și realismul juridic. Analiza ideii de justiție trebuie să facă trimiterea necesară la portretizarea ei în cadrul Orânduielii Juridice. Justiția este prezentată în mod tradițional ca valoarea cea mai direct relaționată cu Dreptul, identificându-se ca o paradigmă a corectitudinii la care ar trebui să aspire Orânduiala Juridică. În acest sens, putem afirma că fiecare orânduială juridică exprimă o anumită concepție despre justiție, care se manifestă prin referire la anumite componente axiologice ultime.
Secolul al XX-lea se caracterizează prin faptul că Orânduielile Juridice ale mediului nostru cultural își asumă modelul constituțional, ceea ce implică articularea sistemului juridic în acord cu o anumită filozofie bazată pe ideea de limitare a puterii prin intermediul strategiilor juridice.

## Origini
- Unul dintre primii autori care s-au ocupat de cultura juridică a fost Lawrence Friedman (1969), care a distins în sistemul juridic - înțeles ca univers al cerințelor cu care se confruntă instituțiile juridice, răspunsurile lor și efectele acestor răspunsuri- componentele sale structurale (instituțiile juridice, structura lor și modul în care procedează), componentele lor de fond (norme juridice, generale sau particulare, pe care sistemul le produce ca urmare a cerințelor societății) și componentele sale culturale, înțelegând prin acestea atitudinile și valorile care în ceea ce privește dreptul  prevalează într-o societate la un anumit moment istoric. [3]

- John Henry Merryman (1969) definește termenul ca fiind un set de activități înrădăcinate și istoric condiționate de chiar natura dreptului, rolul Dreptului în Societate și în politică, asupra organizării și adecvatei funcționări a sistemului juridic și asupra modului în care ar trebui făcut, aplicat, studiat, îmbunătățit și predat, dreptul. .

- Austin Sarat (1977) afirmă că atitudinile publicului în ceea ce privește dreptul și sistemul juridic ajută, de asemenea, la determinarea efectivității Dreptului în cadrul capacității sale regulatoare sau de control social. Oamenii care apreciază principiile fundamentale pe care se bazează sistemul juridic, care își exprimă sprijinul pentru instituțiile juridice și care sunt relativ mulțumiti de ceea ce fac aceste instituții, au tendința de a respecta normele.

- Friedman & Schreiber (1996): Cercetătorii au folosit termenul în diverse sensuri. Uneori descrie conștiința juridică - atitudini, valori, credințe și așteptări cu privire la Drept și la sistemul juridic. Alteori este folosit într-un sens mai larg, dar și mai vag: pentru a surprinde ceea ce este distinctiv la tiparele mentale și comportamentale. Există, de asemenea, cei care îl folosesc pentru a descrie funcționarea distinctă a instituțiilor juridice. În orice caz, termenul se referă la dreptul viu, ca un proces dinamic: dacă textele legilor și cazurilor și organigramele instituțiilor juridice sunt oasele și scheletul sistemului juridic, cultura juridică este cea care mișcă și permite sistemului să respire.

- David Nelken (2004): În sensul său cel mai general, cultura juridică constă în descrierea unor modele relativ stabile de atitudini și comportament social în raport cu Dreptul. Elementele de identificare ale culturii juridice variază de la fapte/date despre instituții (numărul de avocați, sisteme de acces, evaluare sau regim disciplinar al carierei judiciare) la diferite forme de comportament. La cealaltă extremă, aspectele mai nebuloase ale ideilor, valorilor, aspirațiilor și mentalităților. La fel ca și cultura în sine, cultura juridică nu se referă doar la ceea ce facem, ci la ceea ce suntem.

## Tipuri
Ansamblul de atitudini, valori și credințe reciproc împărtășite este ceea ce constituie cultura juridică. Putem distinge între două tipuri, Cultura Juridică Internă și Cultura Juridică Externă:
- Cultura Juridică Internă; atitudinile, valorile și convingerile sunt reciproc împărtășite de cei care interaționează de forma profesională cu Dreptul .

- Cultura Juridică Externă; când aceste atitudini, valori și convingeri sunt reciproc împărtășite de persoane care interacționează doar sporadic și ocazional cu sistemul juridic; publicul.

## Zone de incidență
Este posibilă distingerea a trei domenii în care cultura juridică internă are incidență asupra configurării cunoașterilor legate de drept:
1. Definirea rolului de jurist, caracterizarea a ceea ce corespunde funcționării corecte a acestei activități, conform așteptărilor comunității. 2. Definiția a ceea ce ar trebui sa fie înțeles ca este dreptul, criteriile de validitate și relațiile dintre acestea, cu pornire de la ideile și convingerile reciproc împărtășite de comunitatea profesioniștilor din domeniul juridic.  3. Determinarea structurii discursului juridic, prin definirea tehnicilor interpretative, expozitive și argumentative și a sistemelor conceptuale acceptate în acea comunitate..

Cei trei factori care exprimă relația dintre cunoașterile relative la Drept și o certă cultură juridică formează matricea disciplinară; Acest concept a fost dezvoltat de Thomas Kuhn, luând ca subiect istoria științelor naturii, pentru a descrie acea posesie comună celor care practică o anumită disciplină, ceea ce explică fluiditatea comunicării lor profesionale și relativa unanimitate a raționamentelor lor profesionale. Matricea disciplinară cuprinde ansamblul de elemente a căror posesie comună îi definește pe cei care le împărtășesc, ca o comunitate științifică și stabilește coerența unei tradiții de cercetare, prin predefinirea clasei de probleme sau de întrebări care sunt considerate relevante și modalitățile legitime de rezolvare a acestora. 

## Linkuri externe
Bierbrauer, G. (1994). „Către o înțelegere a culturii juridice: variații în individualism și colectivism între kurzi, libanezi și germani”. 
Friedman, L. (1969). „Cultura juridică și dezvoltarea socială”. 
Hannah, L. Buxbaum. „Cultura juridică germană și globalizarea dreptului concurenței: o perspectivă istorică asupra extinderii aplicării antitrustului privat” Probleme în bursa juridică, Richard Buxbaum și Reintegrarea germană (2006): articolul 10. 
Enciclopedia Internațională a Științelor Sociale și Comportamentale (2001). 
Nelken, D. (2004). „Folosirea conceptului de cultură juridică”. [nefuncțională]

Sarat, A. (1976). „Studierea culturii juridice americane: o evaluare a evidenței sondajului”. 

## Teme relaționate
Legal Culture English Wikipedia culture
Austin Sarat Wikipedia engleză Sarat